# Jadzhimurat Akkayev
Jadzhimurat Akkayev –en ruso, Хаджимурат Магомедович Аккаев– (Tyrnyauz, URSS, 27 de marzo de 1985) es un deportista ruso que compitió en halterofilia.
Participó en dos Juegos Olímpicos de Verano, obteniendo una medalla de plata en Atenas 2004 y una de bronce en Pekín 2008, ambas en la categoría de 94 kg. La medalla de Pekín 2008 la perdió posteriormente por dopaje.
Ganó una medalla de oro en el Campeonato Mundial de Halterofilia de 2011 y una medalla de oro en el Campeonato Europeo de Halterofilia de 2011.

## Palmarés internacional
| Juegos Olímpicos   | Juegos Olímpicos | Juegos Olímpicos | Juegos Olímpicos |
| Año                | Lugar            | Medalla          | Categoría        |
| ------------------ | ---------------- | ---------------- | ---------------- |
| 2004               | Atenas (Grecia)  | Medalla de plata | 94 kg            |
| 2008               | Pekín (China)    | DSC              | 94 kg            |
| Campeonato Mundial |                  |                  |                  |
| Año                | Lugar            | Medalla          | Categoría        |
| 2011               | París (Francia)  | Medalla de oro   | 105 kg           |
| Campeonato Europeo |                  |                  |                  |
| Año                | Lugar            | Medalla          | Categoría        |
| 2011               | Kazán (Rusia)    | Medalla de oro   | 105 kg           |